# آرامگاهی شخصیت گمنام
بنای آرامگاهی شخصیت گمنام مربوط به دوره سلجوقیان است و در شهرستان تفت، روبروی پلیس راه اتوبان یزد، تفت واقع شده و این اثر در تاریخ ۱۵ دی ۱۳۸۷ با شمارهٔ ثبت ۲۴۳۴۱ به‌عنوان یکی از آثار ملی ایران به ثبت رسیده است.